# Vicente Del Giúdice
Vicente Del Giúdice (Buenos Aires, Argentina; 1 de julio de 1911-Maipú; 11 de mayo de 1965). Fue un futbolista argentino que jugaba como delantero.

## Trayectoria

### Racing Club
Del Giúdice surgió de las divisiones inferiores de Racing y debutó en primera ante Boca Juniors. Vicente se destacó por su habilidad y su capacidad goleadora. Con la camiseta de Racing se consagró campeón de la Copa Beccar Varela 1932 y la Copa Competencia 1933. Supo ser figura del equipo de Avellaneda hasta que en 1935 sufriría una dura lesión.

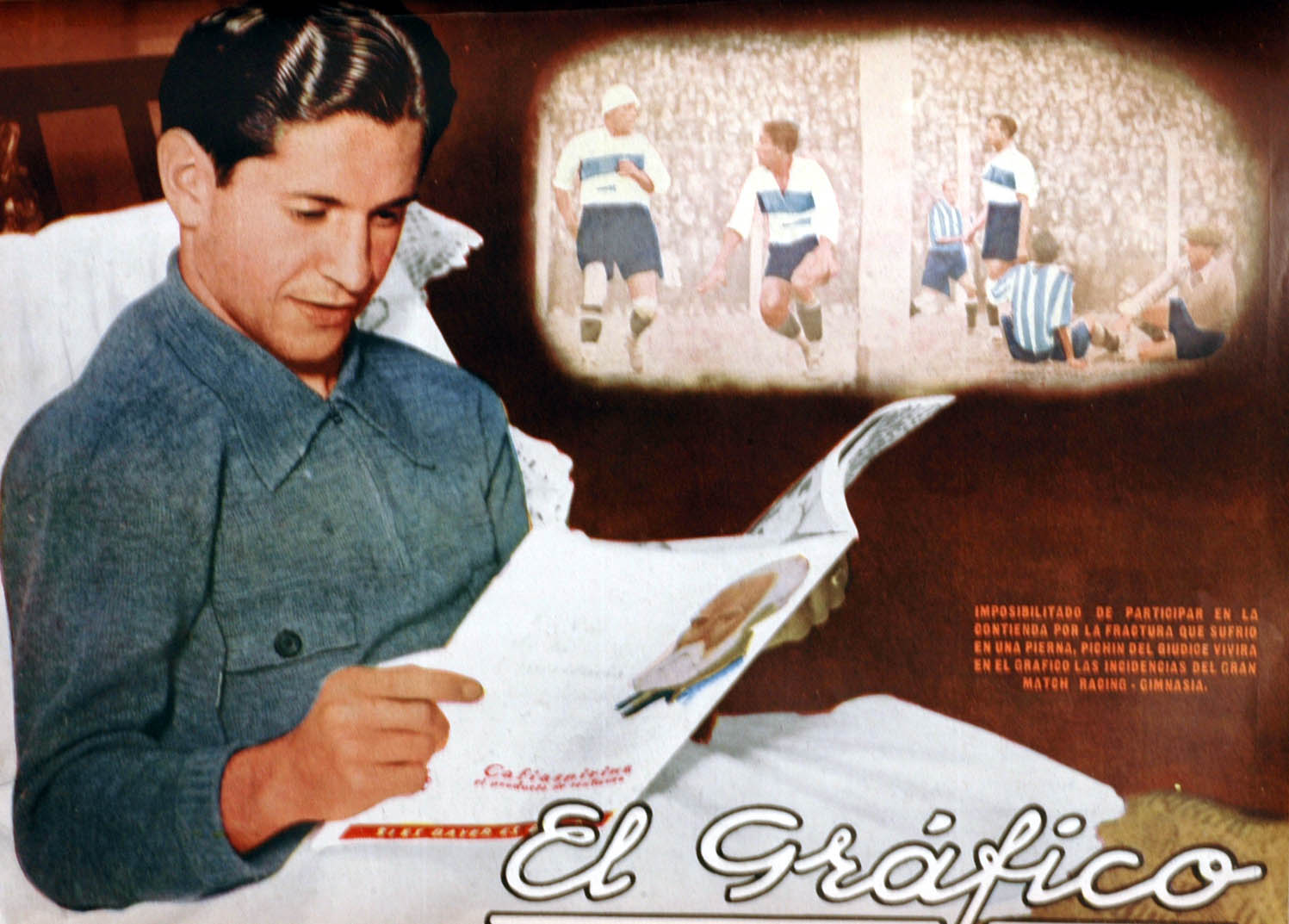
Diario "El Gráfico" haciendo referencia a la lesión de Del Giúdice.

Tuvo un par de etapas en la academia, primero desde 1928 hasta 1936 y luego 1939 dónde jugaría su último partido ante San Lorenzo.

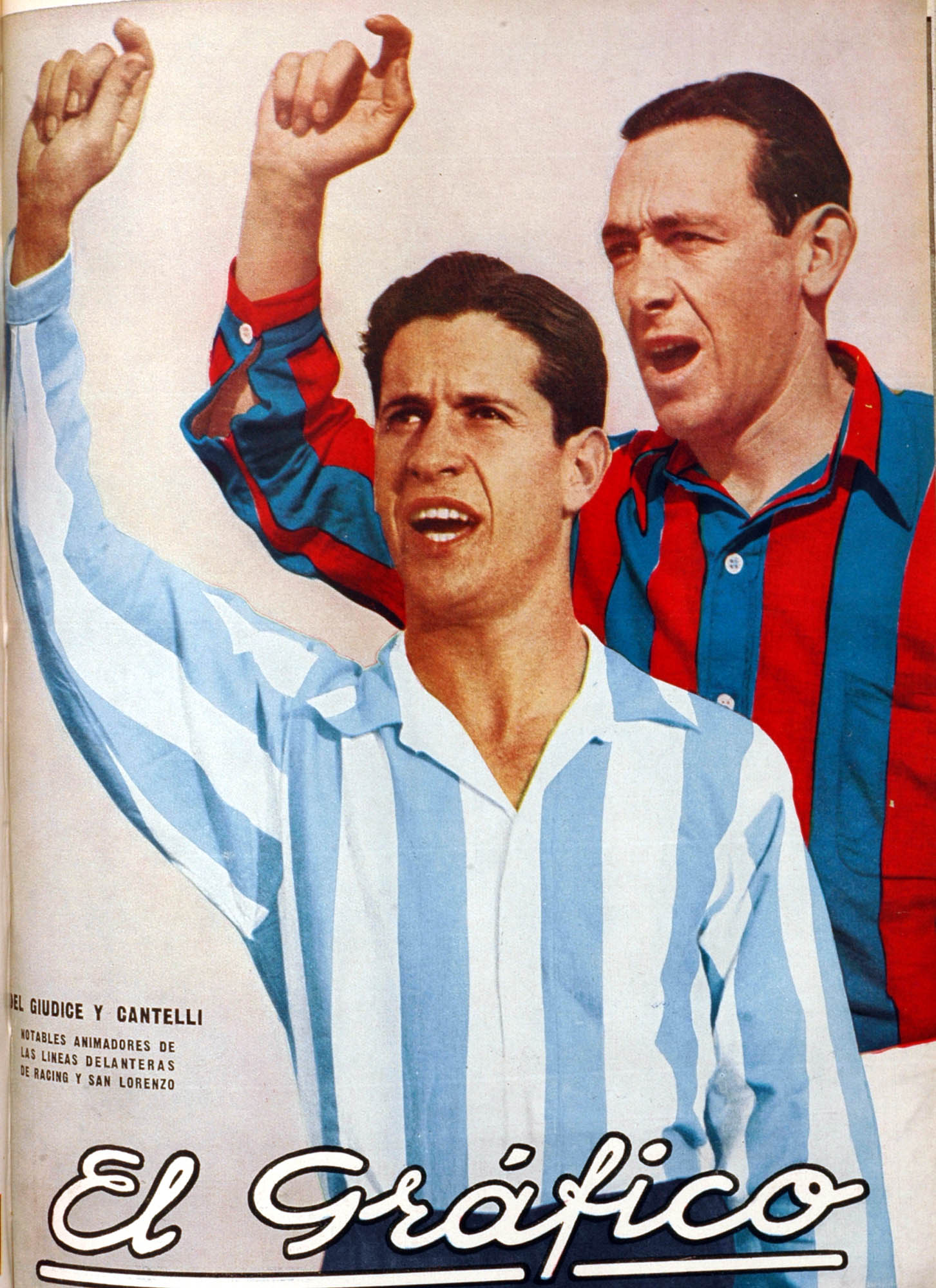

### Almagro
1936 llega a Almagro, cedido por Racing, para disputar la segunda división. En 1937 se consagró campeón del Campeonato de Segunda División y logró el ascenso con el tricolor.

### Talleres de Remedios de Escalada
En 1938 llega a Talleres de Remidios de Escalada para disputar el campeonato de primera, sin embargo solamente jugaría un puñado de partidos.

### Atlético Tucumán
En 1939 Vicente del Giúdice jugaría por primera vez fuera de Buenos Aires. Su primera temporada lejos del fútbol porteño sería en Tucumán, más específicamente en Atlético Tucumán, donde llegó a mitad de temporada y consiguió el torneo de competencia con el conjunto decano.

### Deportivo Maipú
En 1940 se mudaría a Mendoza para jugar en Deportivo Maipú. Del Giúdice llegó a Mendoza con un futuro incierto, pero sin saberlo encontraría su lugar en el mundo. En su primera tempora logró el subcampeonato, quedando detrás de Independiente Rivadavia, en 1941 terminó a 8 puntos del campeón, el hoy actual Atlético Argentino. En los años 1942 y 1943 volvería a quedarse a las puertas del título de la Liga Mendocina, otra vez por detrás de Atlético Argentino, en 1942 a 1 punto y en el 43 a 2 puntos.
Del Giúdice se adaptó rápido al fútbol mendocino, es tan así que en su primer año fue convocado a la selección mendocina para disputar el campeonato argentino en donde terminaría en tercer lugar, al vencer a Tucumán, con gol de Del Giúdice.

### Retiro del fútbol
En 1945 Vicente del Giúdice vuelve al fútbol para jugar en Almagro, que jugaba en la segunda división. Este año sería el último como futbolista y tomaría la decisión de retirarse.

## Selección Argentina
Sus grandes actuaciones en Racing le valieron la convocatoria a la selección argentina para jugar ante Uruguay.

## Clubes
| Club             | País      |
| ---------------- | --------- |
| Racing           | Argentina |
| Almagro          | Argentina |
| Talleres RE      | Argentina |
| Atlético Tucumán | Argentina |
| Deportivo Maipú  | Argentina |

## Palmarés
| Título             | Equipo  | País      | Año  |
| ------------------ | ------- | --------- | ---- |
| Copa Beccar Varela | Racing  | Argentina | 1932 |
| Copa Competencia   | Racing  | Argentina | 1933 |
| Segunda División   | Almagro | Argentina | 1937 |